# Echinopsis klingleriana
Echinopsis klingleriana ist eine Pflanzenart aus der Gattung Echinopsis in der Familie der Kakteengewächse (Cactaceae). Das Artepitheton klingleriana ehrt den österreichischen Franziskanerpater Elmar Klingler (1905–1995), der sich 1954 im bolivianischen Urwald im Dorf Santa Teresia niederließ.

## Beschreibung

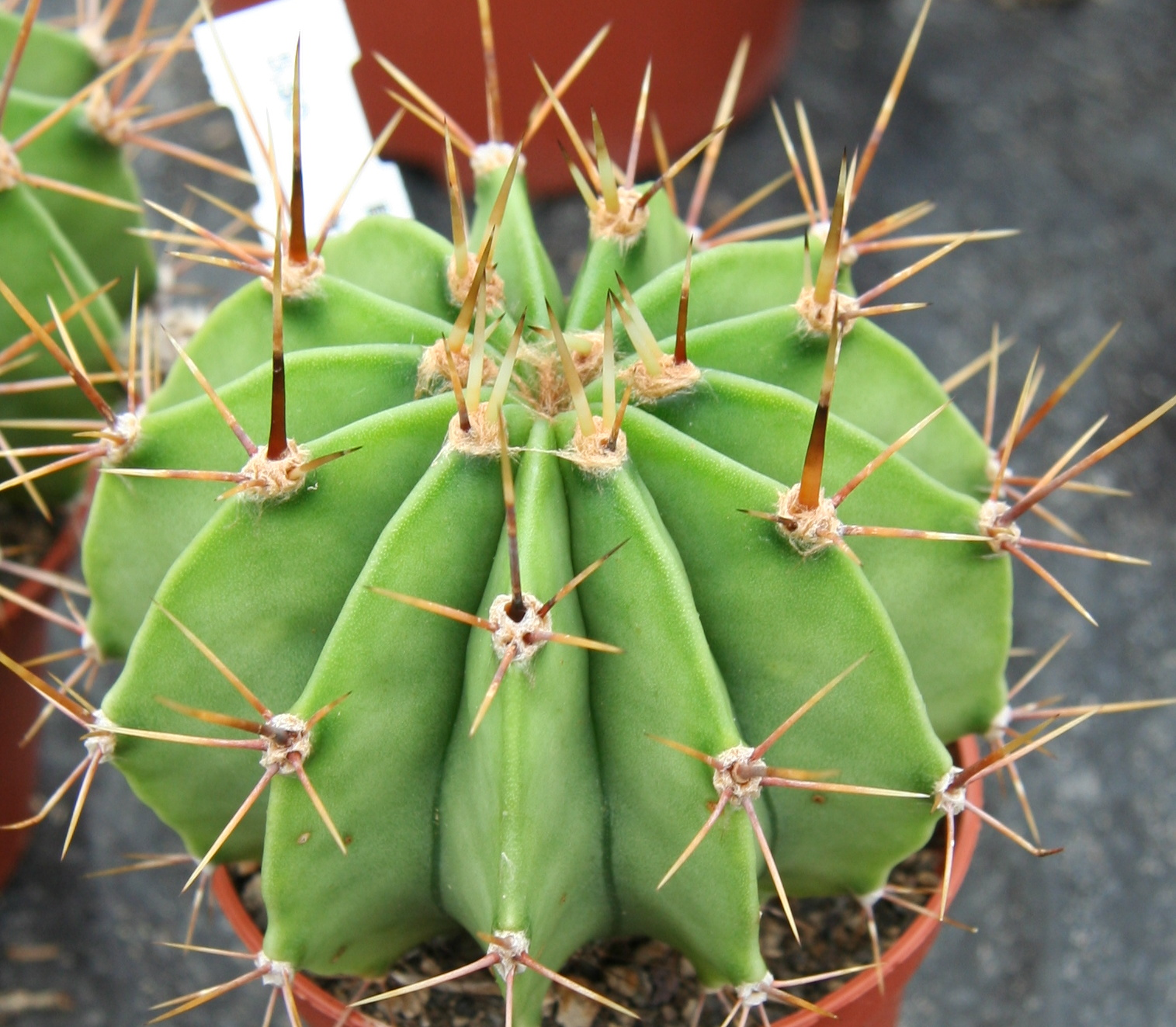
Pflanzenkörper

Echinopsis klingleriana wächst einzeln. Die kugelförmigen, hellgrünen Triebe erreichen bei Durchmessern von bis zu 13 Zentimetern Wuchshöhen von 12 bis 14 Zentimeter. Es sind 13 scharfkantige Rippen vorhanden, die gekerbt sind. Die auf ihnen befindlichen kreisrunden Areolen sind grau und stehen 2,5 bis 3 Zentimeter voneinander entfernt. Gelegentlich wird ein Mitteldorn ausgebildet, meist fehlt er jedoch. Die fünf bis sechs weißlichen bis gelblichen Randdornen sind pfriemlich und weisen eine Länge von 2 bis 3 Zentimeter auf.
Die trichterförmigen, weißen Blüten öffnen sich in der Nacht und erscheinen seitlich an den Trieben. Sie sind bis zu 12 Zentimeter lang. Die ellipsoiden Früchte sind 2 bis 3 Zentimeter lang.

## Verbreitung und Systematik
Echinopsis klingleriana ist im bolivianischen Departamento Santa Cruz in der Provinz Chiquitos im Tiefland von 350 bis 450 Metern der Chaco-Vegetation verbreitet.
Die Erstbeschreibung durch Martín Cárdenas wurde 1965 veröffentlicht.

## Nachweise